# Bring Out the Bottles
Bring Out the Bottles is de eerste solo-single van de Amerikaanse artiest Redfoo na zijn breuk met LMFAO en is de leadsingle van het album I'm Getting Drunk!.

## Tracklist

### Single
1. Bring Out the Bottles – 3:59